# Marta Soler Gallart
Marta Soler Gallart és una científica catalana, catedràtica de sociologia a la Universitat de Barcelona, on dirigeix el grup de recerca GIS de Gènere, Identitat i Societat. El 2006 va esdevenir directora del Centre de Recerca en Teories i Pràctiques Superadores de Desigualtats (CREA) a la mateixa universitat.
Ha portat a terme diferents investigacions sobre com millorar el rendiment de la lectura dels alumnes i també sobre com transformar les pràctiques culturals dels adults en les comunitats amb baixos nivells econòmics així com l'estudi de les desigualtats i la violència de gènere.
És avaluadora en la comissió d'experts del 7è Programa Marc d'Investigació de la Unió Europea en Ciències Socials i Humanitats i és membre del panel de Revisió ètica d'investigació de la Unió Europea. També participa molt activament en la tasca investigadora de diferents associacions de sociologia, com, per exemple, l'American Sociological Association (ASA) i l'European Sociological Association (ESA), de la qual va ser elegida presidenta pel període 2019-2021.

## Obres
Entre les seves publicacions destaca el llibre, escrit conjuntament amb John Searle, Lenguaje y Ciencias Sociales (2004) i Achieving social impact. Sociology in the public sphere (2017).